# Аполлінарій Ґловінський
Аполлінарій Ґловінський (пол. Apollinary Głowiński; 1 травня 1884, Тернопіль — 10 серпня 1945, Варшава) — польський художник і скульптор. Член Товариства заохочення красних мистецтв (від 1938 — член управи), Спілки професійних митців-скульпторів.

## Життєпис
Вивчав малярство в Академії образотворчих мистецтв у Кракові (1904—1910) під керівництвом Флоріяна Цинка і Юзефа Панкевича, різьбу в Костанти Лащки. Майстерність удосконалював у Франції (Париж) та Італії. У 1913—1915 роках працював у Польському театрі у Варшаві. Під час Першої світової війни інтернований до Сибіру. 1918 року повернувся до Варшави. Працював переважно у портретному жанрі (бронза, мармур, дерево, гіпс). Учасник виставок у Варшаві, Лодзі, Познані та інших містах.

## Творчість
Серед творів Аполлінарія Ґловінського — погруддя Генрика Сєнкевича, Юліуша Словацького, Тадеуша Чацького. Автор пам'ятників у Тернополі Адаму Міцкевичу (відкритий 1923, зруйнований 1942) та Юзефові Пілсудському (відкритий 1935, зруйнований 1940).

## Відзнаки
- Бронзовий Хрест Залуги «за заслуги на полі суспільної праці» (9 листопада 1929)[1].